# Eldari Luka Kurtanidse
Eldari Luka Kurtanidse (georgisch ელდარ (ლუკა) კურტანიძე; * 16. April 1972 in Kwemo Pschawi bei Gulripschi, Abchasien, Sowjetunion) ist ein ehemaliger georgischer Ringer und Priester. Zwischen 1992 und 2006 wurde Eldari 2-maliger Weltmeister und 5-maliger Europameister.
Er begann seine Karriere als Priester im Jahr 2013, nachdem er wegen einer Schlägerei verhaftet worden war; er erhielt seine Weihe 10 Jahre später, im Jahr 2023. Er arbeitet weiterhin als Trainer für jugendliche, die eine Karriere als Ringer einschlagen wollen.

## Leben
Er begann mit neun Jahren in Tiflis mit dem Ringen. Sein erster Trainer war Schota Kekabidse. Ab 1988 wurde er von dem Olympiasieger und vielfachen nordossetischen Weltmeister Leri Chabelowi betreut. Die Trainer formten den untersetzten, nur 1,70 m großen aber zwischen 90 und 100 kg schweren und sehr kraftvollen Athleten, zu einem der besten Freistilringer der Welt.
Mit 20 Jahren gab Kurtanidse bei den Junioren-Europameisterschaften in Székesfehérvár/Ungarn den Einstand auf der internationalen Ringermatte, gewann den Titel im Mittelgewicht. Nach einem Übertritt zu den Senioren fasste Kurtanidse dort sofort Fuß und wurde 1993 sowohl Vizeeuropa- als auch Vizeweltmeister im Halbschwergewicht.
Bei der Europameisterschaft in Istanbul unterlag er dabei dem Nordosseten Dschambulat Tedejew, der für die Ukraine antrat. Bei der Weltmeisterschaft in Edmonton war Kurtanidse ursprünglich durch einen Sieg über Macharbek Chadarzew, einen für Russland startenden Nordosseten, Dritter geworden, da aber der Sieger, Abbas Jadidi aus dem Iran wegen eines grob unsportlichen Verhaltens bei der Siegerehrung disqualifiziert wurde, rückte er zum Silbermedaillengewinner auf.
Einen Rückschlag erlitt Kurtanidse 1994, als er bei der Europameisterschaft in Rom den 6. Platz und bei der Weltmeisterschaft in Istanbul nur den 10. Platz belegte. Die nächste Medaille bei einer internationalen Meisterschaft gewann Kurtanidse aber schon bei der Europameisterschaft 1995 in Freiburg/Schweiz. Er unterlag hier erst im Finale gegen Macharbek Chadarzew. Bei der Weltmeisterschaft in Atlanta im gleichen Jahr kam er nicht so gut zurecht und belegte nur den 8. Platz.
Im April 1996 gewann Kurtanidse mit dem Sieg bei der Europameisterschaft in Budapest im Halbschwergewicht seinen ersten Titel bei den Senioren. Er besiegte dabei den Deutschen Heiko Balz aus Luckenwalde im Endkampf. Der Gewinn der Europameisterschaft war ein Erfolg, den Eldari in den Jahren 1997 in Warschau, 1998 in Bratislava, 2001 in Budapest und 2005 in Warna wiederholte. Weltmeister wurde Eldari in den Jahren 2002 in Teheran und 2003 in New York. Schließlich gewann Eldari bei den Olympischen Spielen 1996 in Atlanta und 2000 in Sydney noch Bronzemedaillen im Halbschwergewicht.
Zwischen 1992 und 2006 gewann Kurtanidse insgesamt 19 Medaillen bei internationalen Meisterschaften, den Junioren-Europameistertitel von 1992 mit eingerechnet. Er besiegte in dieser Zeit die meisten Welteliteringer im Freistil-Halbschwergewicht mindestens einmal. Dazu gehörten Kenan Şimşek (Türkei), Jozef Lohyňa (CSSR), Heiko Balz (Deutschland), Islam Bairanmuk (Kasachstan), Giorgi Gogschelidse (Russland), Alireza Heidari (Iran), Vincent Aka (Frankreich), Ahmet Doğu (Türkei) und Krassimir Kotschew (Bulgarien).
Kurtanidse ist inzwischen Trainer der georgischen Freistilringer-Nationalmannschaft. Er nahm an der Weltmeisterschaft 2006 teil, wo er im Schwergewicht Ioannidis Papadopoulos aus Griechenland besiegte, aber nach einer Niederlage gegen Preston "Tolly" Thompsson aus den USA vorzeitig ausscheiden musste.
In Georgien wurde er 2003 zum besten Sportler gewählt. In Deutschland rang er seit 1999 beim KSV Witten 07, dem 1. Luckenwalder SC und dem KSV Germania Aalen mehrere Jahre in der deutschen Bundesliga.
2009 nahm Eldari Luka Kurtanidse in Obsor, Bulgarien, an den 1st World Beach Championships, die unter der offiziellen Ägide der FILA stattfanden, teil. Er kam dabei in der Klasse über 85 kg Körpergewicht mit Siegen über Chussein Mechmed, Bulgarien und Artilheiro Rodriguez, Brasilien und einer Niederlage gegen Dimitar Kumtschew, Bulgarien, auf den 2. Platz.
Seit Ende 2012 ist Eldari Luka Kurtanidse Präsident des georgischen Ringerverbandes.

## Internationale Erfolge
(alle Wettbewerbe im freien Stil, OS = Olympische Spiele, WM = Weltmeisterschaft, EM = Europameisterschaft, Mittelgewicht, Halbschwergewicht u. Schwergewicht, damals bis 82 kg, 90 bzw. 96 kg (ab 1997) und zwischen 96 kg und 120 kg Körpergewicht)
| Jahr | Platz  | Wettbewerb                                        | Gewichtsklasse    | |
| 1992 | 1.     | Junioren-EM in Székesfehérvár/Ungarn              | Mittel            | vor Eldar Assanow, Ukraine, und Attila Nagy, Ungarn |
| 1993 | 2.     | EM in Istanbul                                    | Halbschwer        | hinter Dschambulat Tedejew, Ukraine, und vor Kenan Şimşek, Türkei, Józef Niemic, Polen, Schamail Abdurachmanow, Belarus, und Ingo Manz, Deutschland                         |
| 1993 | 1.     | „Yasar-Dogu“-Memorial in Istanbul                 | Halbschwer        | vor Ahmet Doğu, Türkei, und Ismail Bairamukow, Kirgisistan |
| 1993 | 2.     | WM in Edmonton                                    | Halbschwer        | hinter Melvin Douglas, USA, und vor Macharbek Chadarzew, Russland, Arawat Sabejew, Deutschland, Abil Bairamukow, Kasachstan, und Dionne Alioune, Senegal                    |
| 1994 | 6.     | EM in Rom                                         | Halbschwer        | hinter Soslan Frajew, Russland, Uladsimir Matjuschenka, Belarus, Jozef Lohyňa, Tschechien, Robert Kostecki, Polen, und Peter Bacsa, Ungarn                                  |
| 1994 | 10.    | WM in Istanbul                                    | Halbschwer        | Sieger: Rasoul Khadem, Iran, vor Macharbek Chadarzew und Melvin Douglas |
| 1994 | 4.     | Goodwill-Games                                    | Halbschwer        | hinter Macharbek Chadarzew, Melvin Douglas und Soslan Frajew, Russland, und vor Uladsimir Matjuschenka, Belarus, und Ingo Manz                                              |
| 1995 | 2.     | EM in Freiburg im Üechtland/Schweiz               | Halbschwer        | hinter Macharbek Chadarzew und vor Sagid Murtasalijew, Ukraine, Jozef Lohyňa, Ricardas Paulinkonis, Lettland, und Robert Kostecki                                           |
| 1995 | 8.     | WM in Atlanta                                     | Halbschwer        | Sieger: Rasoul Khadem vor Macharbek Chadarzew und Melvin Douglas |
| 1996 | 1.     | EM in Budapest                                    | Halbschwer        | vor Heiko Balz, Deutschland, Sagid Murtasalijew, Robert Kostecki, Kalojan Baew, Bulgarien, und Macharbek Chadarzew                                                          |
| 1996 | Bronze | OS in Atlanta                                     | Halbschwer        | hinter Rasoul Khadem und Macharbek Chadarzew und vor Jozef Lohyňa, Dschambulat Tedejew und Victor Kodei, Nigeria                                                            |
| 1997 | 1.     | EM in Warschau                                    | Halbschwer        | vor Marek Garmulewicz, Polen, Arawat Sabejew, Deutschland, Aslan Hagurow, Russland, Ahmet Doğu, Türkei, und Dawud Magomedow, Aserbaidschan                                  |
| 1997 | 3.     | WM in Krasnojarsk                                 | Halbschwer        | hinter Kuramagomed Kuramagomedow, Russland, und Ahmet Doğu und vor Islam Bairanmukow, Sergej Prjadun, Ukraine, und Juris Janovich, Lettland                                 |
| 1998 | 1.     | EM in Bratislava                                  | Halbschwer        | vor Marek Garmulewicz, Aftandil Xanthopoulos, Griechenland, Wadym Tassoew, Ukraine, Andrej Ermenko, Belarus, und Heiko Balz                                                 |
| 1998 | 6.     | WM in Teheran                                     | Halbschwer        | hinter Abbas Jadidi, Iran, Marek Garmulewicz, Kuramagomed Kuramagomedow, Wadym Tassoew und Melvin Douglas                                                                   |
| 1999 | 3.     | EM in Minsk                                       | Halbschwer        | hinter Kuramagomed Kuramagomedow und Wadym Tassoew und vor Juris Janovich, Ahmet Doğu und Marin Lasarow, Bulgarien                                                          |
| 1999 | 6.     | WM in Ankara                                      | Halbschwer        | hinter Sagid Murtasalijew, Alireza Heidari, Iran, Marek Garmulewicz, Aftandil Xanthopoulos und Kasif Sakiroğlu, Türkei                                                      |
| 2000 | 3.     | Turnier in Kiew                                   | Halbschwer        | hinter Sjarhej Kowalewski, Belarus, und Sergej Prjadun |
| 2000 | 9.     | EM in Budapest                                    | Halbschwer        | Sieger: Sagid Murtasalijew vor Arawat Sabejew und Wadym Tassoew |
| 2000 | Bronze | OS in Sydney                                      | Halbschwer        | hinter Sagid Murtasalijew und Islam Bairamukow und vor Marek Garmulewicz, Aftandil Xanthopoulos und Alireza Heidari                                                         |
| 2001 | 1.     | EM in Budapest                                    | Halbschwer        | vor Giorgi Gogschelidse, Russland, Aljaksandr Schamarau, Belarus, Krassimir Kotschew, Bulgarien, Zoltán Farkas, Ungarn und Wadym Tassoew                                    |
| 2001 | 5.     | WM in Sofia                                       | Halbschwer        | hinter Giorgi Gogschelidse, Krassimir Kotschew, Wadym Tassoew und Zoltán Farkas und vor Georgi Torchinawa, Niederlande                                                      |
| 2002 | 2.     | EM in Baku                                        | Halbschwer        | hinter Kuramagomed Kuramagomedow und vor Fatih Çakıroğlu, Türkei, Wadym Tassoew, Johannes Roussow, Großbritannien, und Zoltán Farkas                                        |
| 2002 | 1.     | WM in Teheran                                     | Halbschwer        | vor Alireza Heidari, Wadym Tassoew, Aftandil Xanthopoulos, Aljaksandr Schamarau und Giorgi Gogschelidse                                                                     |
| 2003 | 5.     | EM in Riga                                        | Halbschwer        | hinter Chadschimurad Gazalow, Russland, Fatih Çakıroğlu, Wadym Tassoew und Radovan Valach, Österreich, und vor Aljaksandr Schamarau                                         |
| 2003 | 1.     | WM in New York                                    | Halbschwer        | vor Alireza Heidari, Krassimir Kotchew, Tawschintur Enchtuja, Mongolei, Daniel Cormier, USA, und Nico Jacobs, Namibia                                                       |
| 2003 | 5.     | FILA-Absolute-Championships in Moskau             | Halbschwer        | hinter Fatih Çakıroğlu, Daniel Cormier und Krassimir Kotschew |
| 2004 | 8.     | OS in Athen                                       | Halbschwer        | Sieger: Chadschimurad Gazalow vor Magomed Ibragimov, Usbekistan, Alireza Heidari und Daniel Cormier                                                                         |
| 2005 | 1.     | EM in Warna                                       | Halbschwer        | vor Vincent Aka-Akesse, Frankreich, Chadschimurad Gazalow, Fatih Çakıroğlu, Wassilij Tesmenezki, Ukraine, und Sjarhej Pernikau, Belarus                                     |
| 2005 | 2.     | WM                                                | Halbschwer        | hinter Chadschimurad Gazalow und vor Aleksei Krupnjakow, Kirgisistan, Wassilij Tesmenetzki, Koo Tae-Hyun, Korea, und Sjarhej Pernikau                                       |
| 2006 | 3.     | EM in Moskau                                      | Schwer            | gemeinsam mit Rareș Chintoan, Rumänien, hinter Kuramagomed Kuramagomedow und Iwan Istschenko, Ukraine, und vor Ali Reza Kaya, Türkei, und Boschidar Bojadschiew, Bulgarien  |
| 2006 | 3.     | Golden-Grand-Prix-Turnier in Baku                 | Schwer            | gemeinsam mit Aleksi Modebadse, Georgien hinter Artur Taymazov, Usbekistan, und Marid Mutalimow, Kasachstan, und vor Preston Thompsson, USA, und K. Durgayev, Aserbaidschan |
| 2006 | 10.    | WM in Guangzhou/China                             | Schwer            | Sieger: Artur Taymazov vor Kuramagomed Kuramagomedow, Ruslan Bassijew, Armenien, und Fardin Masoumi Valadi, Iran                                                            |
| 2009 | 2.     | 1st World Beach Championships in Obsor, Bulgarien | Kl. über 85 kg KG | mit Siegen über Chussein Mechmed, Bulgarien, und Artilheiro Rodriguez, Brasilien, und einer Niederlage gegen Dimitar Kumtschew, Bulgarien                                   |